# الرجل من لا مكان
الرجل من لا مكان (بالكورية: 아저씨)‏ هو فيلم أكشن إثارة كوري جنوبي من بطولة وون بين وكيم ساي رون.عرض الفيلم في كوريا الجنوبية في 4 أغسطس 2010.

## روابط خارجية
- الرجل من لا مكان على موقع IMDb (الإنجليزية)
- الرجل من لا مكان على موقع روتن توميتوز (الإنجليزية)
- الرجل من لا مكان على موقع نتفليكس (الإنجليزية)
- الرجل من لا مكان على موقع ألو سيني (الفرنسية)
- الرجل من لا مكان على موقع Turner Classic Movies (الإنجليزية)
- الرجل من لا مكان على موقع أول موفي (الإنجليزية)
- الرجل من لا مكان على موقع بوكس أوفيس موجو (الإنجليزية)
- الرجل من لا مكان على موقع فيلمافينيتي (الإسبانية)
- الرجل من لا مكان على موقع قاعدة بيانات الفيلم (الإنجليزية)
- الرجل من لا مكان على موقع ليتربوكسد (الإنجليزية)